# Erdmann Schubert
Erdmann Schubert (* 9. Februar 1840 in Stangengrün; † 11. August 1919) war ein sächsischer Generalmajor.

## Leben
Erdmann Schubert besuchte das Gymnasium in Plauen, studierte von 1858 bis 1861 Bauingenieurswesen am Polytechnikum in Dresden und trat nach Abschluss noch im selben Jahr in das Pionier-Bataillon Nr. 12 der sächsischen Armee ein, wo er am 13. März 1867 zum Leutnant avancierte. In den nächsten Jahren erfolgte seine Ernennung zum Bataillonsadjutanten und machte in dieser Eigenschaft den Krieg gegen Frankreich mit. Über den Verlauf des Krieges wurde er am 9. Dezember 1870 zum Oberleutnant befördert und bis Kriegsende mit dem Kommandeurkreuz I. Klasse des Albrechtsordens und dem Eisernen Kreuz II. Klasse ausgezeichnet. Er verblieb die weiteren Jahre in seiner Eigenschaft als Bataillonsadjutant und wurde nachfolgend als Militärlehrer an den sächsischen Kadettenkorps abkommandiert. In dieser Position wurde er 1876 mit dem Charakter eines Hauptmanns ausgezeichnet, wobei er das Patent nachträglich am 10. September 1876 erhielt. 1880 wurde er in die Ingenieur-Abteilung unter Oberst Astulf Vollborn des sächsischen Generalstabes berufen, wobei er von dort zum Festungsbau nach Posen abkommandiert wurde. Nach mehrjähriger Tätigkeit wurde er 1883 als Kompaniechef in das Pionier-Bataillon Nr. 12 zurückversetzt. Schon im folgenden Jahr wurde er in das Topographische Bureau berufen und verbrachte dort die folgenden Jahre, bis er unter Beförderung zum Major am 1. April 1887 erneut in die Ingenieur-Abteilung versetzt wurde. Unter Beförderung zum Oberstleutnant am 16. September 1891 erfolgte im nächsten Jahr seine Ernennung zum Bataillonskommandeur des Pionier-Bataillons Nr. 12, welches er bis 1897 führte. Ab 1896 war er zugleich als Nachfolger von Generalmajor Julius August Fiedler Vorstand der Genie-Direkton, bzw. Kommandeur der Pioniere und wurde am 20. April 1895 zum Oberst befördert. Unter Genehmigung seines Abschiedsgesuches wurde er 1897 zur Disposition gestellt. 1903 erhielt er den Charakter eines Generalmajors.
Schubert wurde auf dem Johannisfriedhof in Dresden begraben.